# Давід Крос
Девід Крос (нім. David Kroß; *4 липня 1990, Шлезвіг-Гольштейн) — німецький актор. Коли йому виповнилось 12 років, він зіграв першу невеличку роль у фільмі «Допоможіть, я — хлопчик» (2002), розпочавши таким чином свою акторську діяльність. Після цього він знімався лише час від часу, періодично, приділяючи більше уваги навчанню у школі. 2008 року він отримав головну роль Майкла Берга у фільмі «Читець», вихід якого викликав навколо себе чимало критики. За цю роль, він був номінований на різні кінопремії, отримавши в результаті нагороду С'єра, яка започаткована та вручається нині товариством кінокритиків, що у Лас-Вегасі (в номінації «Молодь у фільмі»).
Крос знімався як в німецькомовних, так і в англомовних фільмах, останні з його робіт — це роль у фільмі Стівена Спілберга «Бойовий кінь» та роль Джозефа Охтера у стрічці «Снігова в'язниця».

## Дитинство та молодість
Народився у Хенштедті-Ульцбурзі, у 32 км на північ від Гамбурга. Він виріс у Баргтехайді, де до 2007 навчався у Екгортській середній школі. В актора є ще два брати і одна сестра. В період між 2004 та 2006 професійно займався баскетболом.

## Кар'єра
Вперше, як актор, він заявив про себе у стрічці «Допоможіть, я — хлопчик» (2002) (нім. Hilfe, ich bin ein Junge). В грудні 2003 він вступив у групу «Голубі хмаринки» (нім. Blaues Wölkchen) дитячого театру у Баргтехайді. Його перша велика театральна роль — це роль в благодійній інсценізації Кірстен Мартенсенс.
У 2005 році Крос розпочав свою співпрацю з німецьким актором і режисером Детлевем Баком(цьому сприяла сама дочка Бака Бернадетт). Взявши участь у пробах для фільму «Крутіше не буває», він був затверджений Баком на головну роль у цій стрічці. Крос зіграв 15-річного хлопчика, який разом зі своєю матір'ю змушені залишити свою дорогу віллу у фешенебельному районі Берліна (Zehlendorf) та переїхати в Нойкельн (Neukoelln), кримінальний квартал, де проживає велика кількість турецьких іммігрантів. За цю роль Крос виграв премію на Берлінаре (2006), а також здобув перемогу в номінації на найкращу чоловічу роль на 11-ому німецько-турецькому кінофестивалі, що проходить у Нюремберзі.
У 2006 Крос знову співпрацює з Баком, граючи роль учня одного пекаря у фільмі «Руки геть від Міссісіпі» (нім. Hände Weg von Mississippi). Восени того ж року він почав зніматись у фільмі Марка Кройцпейнтнера «Крабат». Згідго з версією, викладеною в одній з дитячих книг Отфріда Пройслера, Крос грає головну роль одного з учнів мага, разом з ним у стрічці знялися також Даніель Брюль і Роберт Стедлоберт. Фільм був презентований 19 вересня 2007 на кінофестивалях, а потім в жовтні 2008 фільм вийшов на екрани кінотеатрів.
У вересні 2007 розпочалися в Берліні, Кельні та Герліці знімання кінострічки «Читець». Фільм зняв режисер Стівен Долдрі на основі сюжету, взятого з однойменного роману-бестселера, автором якого є німецький письменник Бернхард Шлінк. У цій стрічці Крос зіграв роль Майкла Берга (одну з головних ролей разом із Кейт Вінслет, Рейфом Файнсом та Бруно Ганцом). Аби з'явитися у цій кінострічці, він повинен був навчитися розмовляти англійською. Світова прем'єра фільму відбулась 3 грудня 2008 в театрі Зіґфельд (Ziegfeld Theatre), що в Нью-Йорку. Фільм був представлений в 2009 році на Берлінале, але не номінувався. У травні 2009 на 62-му Каннському фестивалі Крос був відзначений трофеєм Чопард (Chopard trophy) за свою роль у фільмі «Читець». Крос був номінований на Європейську кінопремію як найкращий актор.
Його наступною роботою було знімання у фільмі, знову ж таки, Бака «Той самий, але зовсім інший» (2009). Сценарій оснований на автобіографічній розповіді Бенджаміна Прюфера.
У липні 2010 було оголошено, що Крос знявся у фільмі Стівена Спілберга «Бойовий кінь». Знімання почали в серпні 2010 у Дартмурі, в графстві Девоншир, Велика Британія, і вже в грудні 2011 фільм вийшов на екрани.

## Особисте життя
У 2009 році Крос розпочав трирічний курс навчання в Лондонській академії музичного і драматичного мистецтва (LAMDA). Його метою було вдосконалення акторської майстерності, а також підвищення свого рівня англійської мови. Однак вже у тому ж році він залишив навчання, тому що хотів більше зосередитися на зніманні. Відтоді він живе в Берлін-Мітте (район Берліна). Крос не бажав переїхати до Голлівуду, вирішивши проживати в Німеччині і продовжувати зніматись в німецькомовних та англомовних фільмах.

## Фільмографія

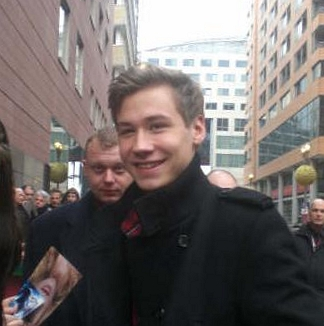

- 2002: Допоможіть, я — хлопчик! / Hilfe, ich bin ein Junge — Педді
- 2003: Адам і Єва / — Син Адама
- 2006: Крутіше не буває/ Knallhart — Майкл Полішка
- 2007: Руки геть від Міссісіпі / Hände Weg von Mississippi — Учень пекаря
- 2008: Крабат / Krabat — Крабат (на основі роману Отфріда Пройслера «Крабат»
- 2008: Читець / The Reader — Молодий Майкл Берг (Премія товариства кінокритиків, що у Лас-Вегасі в номінації «Молодь у фільмі»; 
Номінація — Трансляційна Асоціації кінокритиків в номінації «Найкращий молодий виконавець»
Номінація — Асоціації кінокритиків Чикаго за найкращу чоловічу роль;
Номінація — Європейської кінематографічна премія за найкращу чоловічу роль
- 2009: /Same Same But Different — Бен (Отримав премію «Piazza Grande» на Міжнародному кінофестивалі в Локарно)
- 2011:  / Das Blaue Vom Himmel[1] — Молодий Освальд Калнінс
- 2011: Ріо / Rio — Блю (німецький голос)
- 2011: Бойовий кінь / War Horse[2] — Ганзер
- 2012: У сніжному полоні / Into the White — Джозеф Охтор
- 2021: Кінгс Мен / The King's Man — Адольф Гітлер